# Minicars
Minicars Inc. war ein US-amerikanischer Automobilhersteller. Der Markenname lautete Minicars.

## Beschreibung
Das Unternehmen wurde 1969 in Goleta in Kalifornien gegründet. Der erste Minicars war ein zweitüriges Coupé mit drei Sitzplätzen, dessen Gesamtlänge 2743 mm betrug. Der kleine Wagen hatte etliche Luxusattribute, wie Automatikgetriebe und Klimaanlage zu bieten. Trotz seiner geringen Außenmaße war der Fußraum mit 1016 mm sehr großzügig bemessen. Angetrieben wurde der Wagen von einem luftgekühlten Sechszylindermotor mit 2687 cm³ Hubraum. Später folgten das Modell RSV, auch RSV Eagle II genannt, der ein Prototyp blieb. 1980 endete die Produktion. Es gab eine Verbindung zu Pacific Coachworks aus der gleichen Stadt.